# Manihot peruviana
Manihot peruviana är en törelväxtart som beskrevs av Johannes Müller Argoviensis. Manihot peruviana ingår i släktet Manihot och familjen törelväxter. Inga underarter finns listade i Catalogue of Life.